# ستيرويد ابتنائي
المُنشِّطات البِنائِيَّة، المعروفة أيضًا بالمُنشِّطات الأبْتنائيَّة الآنْدرُوجِينيَّة، هي الأندروجينات الستيرويدية التي تشمل الأندروجينات الطبيعية مثل التستوستيرون، وكذلك المواد الاصطناعية التي لها آثار مماثلة لهرمون التستوستيرون. تعمل هذه المنشطات على زيادة البروتين داخل الخلايا، وخاصة في العضلات والهيكل العظمي. ولها أيضًا درجات متفاوتة من الآثار الأندروجينية والمنشطة للذكورة، بما في ذلك تحفيز تطوُّر الخصائص الجنسية الثانوية الذكورية مثل نمو الحبال الصوتية وشعر الجسم. تأتي كلمة ابتنائية من الكلمة اليونانية ἀναλήολή، وهي واحدة من ثلاثة أنواع من ناهضات هرمونات الجنس، والبعض الآخر هرمونات إستروجينية مثل إستراديول وبروجستيرونات مثل البروجسترون.
صُنِّعت المنشطات الابتنائية في ثلاثينيات القرن العشرين، وتستخدم الآن علاجيًا في الطب لتحفيز نمو العضلات ولفتح الشهية، وتحفيز البلوغ في الذكور وعلاج الحالات المرتبطة بالهزال المزمن، مثل السرطان والإيدز. تعترف الكلية الأمريكية للطب الرياضي بأن المنشطات الابتنائية، في وجود نظام غذائي كاف، يمكن أن تسهم في زيادة وزن الجسم، وأن الزيادات في القوة العضلية التي تتحقق من خلال ممارسة تدريبات مكثفة ونظام غذائي سليم يمكن أن تزيد أيضًا من خلال استخدام المنشطات في بعض الأفراد.
ويمكن أن تنتج مخاطر صحية عند استخدام المنشطات على المدى الطويل أو بجرعات مفرطة. وتشمل هذه الآثار تغيرات ضارة في مستويات الكوليسترول (زيادة البروتين الدهني منخفض الكثافة وانخفاض البروتين الدهني عالي الكثافة)، وحب الشباب، وارتفاع ضغط الدم، وتلف الكبد (بشكل رئيسي مع المنشطات المستخدمة عن طريق الفم)، وتغيرات خطيرة في هيكل البطين الأيسر من القلب. قد تكون الحالات المتعلقة بالاختلالات الهرمونية مثل التثدي وتقلص حجم الخصية ناتجة أيضًا عن استخدام المنشطات.
استخدام المنشطات للإمداد بالطاقة كعقاقير مُحسِّنة للأداء في الرياضة والسباقات، وكمال الأجسام مثير للجدل بسبب آثارها السلبية وإمكانية الحصول على ميزة غير عادلة في المسابقات البدنية التنافسية. لذا يحظر استخدامها من قِبَل معظم الهيئات الرياضية الكبرى. لسنوات عديدة، كانت المنشطات الابتنائية الأندروجينية إلى حد كبير أكثر مواد يُكشَف عنها في المختبرات المعتمدة من اللجنة الأولمبية الدولية. وفي البلدان التي تكون فيها هذه المواد خاضعة للمراقبة، كثيرًا ما توجد سوق سوداء تُباع فيها العقاقير المُهرَّبة أو المُصنَّعة سرًا أو حتى المُزيفة إلى المستخدمين.

## الاستخدامات

### الاستخدامات الطبية

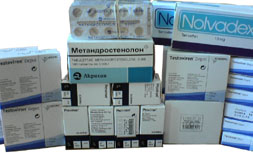
مُختَلَف الستيرويدات الابتنائية الأندروجينية، والمركبات ذات الصِّلَة.

منذ اكتشاف وتصنيع التستوستيرون في ثلاثينيات القرن العشرين، استُخدِمت الستيرويدات الابتنائية من قِبَل الأطباء لأغراض عديدة، بدرجات متفاوتة من النجاح، مثل:
- تحفيز نخاع العظام: على مدى عقود، كانت الستيرويدات الابتنائية الدعامة الأساسية لعلاج فقر الدم بسبب سرطان الدم أو الفشل الكلوي، وخاصة فقر الدم اللاتنسجي.[7] وقد تم استبدال الستيرويدات الابتنائية إلى حد كبير في هذا الإعداد بالهرمونات البروتينية الاصطناعية (مثل إيبوتين ألفا) التي تحفز بشكل انتقائي نمو خلايا الدم الأم.
- تحفيز النمو: يمكن استخدامها من قِبَل أطباء الغدد الصماء لعلاج الأطفال الذين يعانون من فشل النمو.[8] ومع ذلك، فإن توافر هرمون النمو الاصطناعي، والذي له آثار جانبية أقل، يجعل هذا العلاج ثانويًا.
- تحفيز الشهية والحفاظ على كتلة العضلات وزيادتها: أُعطيت الستيرويدات للأشخاص الذين يعانون من حالات الهزال المزمن مثل السرطان والإيدز.[9][10]
- تحفيز البلوغ في الذكور: يُعطى الأندروجين لكثير من الصبية الذين يعانون من تأخر شديد في البلوغ. وحاليًا تقريبًا التستوستيرون هو الأندروجين الوحيد المستخدم لهذا الغرض، وقد تبين أثره في زيادة الطول والوزن، والكتلة الخالية من الدهون في حالات تأخر البلوغ.[11]
- إمكانية استخدامها في المستقبل القريب كوسيلة منع حمل ذكرية، في شكل إينونثات التستوستيرون. باعتبارها وسيلة لمنع الحمل آمنة وموثوق بها وغير دائمة.[12]
- تحفيز كتلة الجسم النحيل والوقاية من تشرب العظم في الرجال المسنين،[13][14][15] كما أنها فعالة في تحسين الرغبة الجنسية لكبار السن من الذكور الذين يعانون من نقص هرمون التستوستيرون.[16][17][18][19]
- زيادة ضغط الشهيق الأقصى: وجدت دراسة في «البحث في الطب الرياضي» أن الجمع بين تدريب المقاومة وتَلَقّي المنشطات يُنتج زيادة كبيرة في ضغط الشهيق في مجموعة من مستخدمي الستيرويدات الابتنائية على المدى الطويل.[20]

### تحسين الأداء

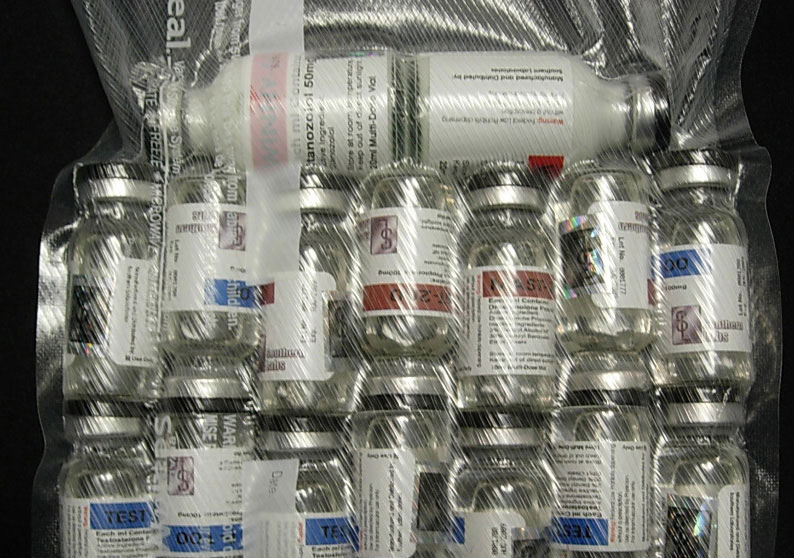
عدة قنينات من حقن الستيرويدات الأندروجينية الابتنائية

معظم مستخدمي الستيرويد ليسوا من الرياضيين. ويُعتقد أن ما بين مليون و3 ملايين من الأشخاص (1 في المائة من السكان) أساءوا استخدام الستيرويدات الأندروجينية الابتنائية في الولايات المتحدة. وقد أظهرت الدراسات في الولايات المتحدة أن المستخدمين في الغالب رجال شواذ من الطبقة المتوسطة مع متوسط عمر حوالي 25 وهم من غير الرياضيين وإنما يستخدمون العقاقير لأغراض تجميلية. وقالت الدراسة التي أجرتها شركة بلو كروس بلو شيلد أن «استخدام الستيرويدات والعقاقير المماثلة ارتفع من 25 إلى 17 عام من عام 1999 إلى عام 2000 وقال 20 في المئة أنهم يستخدمونها للمظهر وليس الرياضة».
ووجدت دراسة أخرى أن الاستخدام غير الطبي للستيرويدات بين طلاب الجامعات كان أقل من 1٪. في حين ذُكرت حوالي 13٪ من ممارسات الحقن غير الآمنة مثل إعادة استخدام الإبر، ومشاركة الإبر. يميل مستخدمو الستيرويدات إلى البحث عن الأدوية التي يتناولونها أكثر من غيرهم من مستخدمي المواد الخاضعة للرقابة؛ ومع ذلك، فإن المصادر الرئيسية التي تم استشارتها من قِبَل مستخدمي الستيرويد تشمل الأصدقاء والكتيبات غير الطبية، والمنتديات على شبكة الإنترنت، ومجلات اللياقة البدنية، والتي يمكن أن توفر معلومات مشكوك فيها أو غير دقيقة.
أظهرت دراسة حديثة أيضًا أن المستخدمين على المدى الطويل كانوا أكثر عرضة لأعراض تشوه العضلات. وأظهرت دراسة حديثة في مجلة علم النفس الصحي أن العديد من المستخدمين يعتقدون أن المنشطات المُستخدَمة باعتدال آمنة.
استخدم الرجال والنساء الستيرويدات الأندروجينية الابتنائية في العديد من الألعاب الرياضية المهنية لتحقيق ميزة تنافسية أو للمساعدة في الشفاء من الإصابة. وتشمل هذه الرياضة كمال الأجسام، ورفع الأثقال، وركوب الدراجات، والبيسبول، والمصارعة، وفنون القتال المختلطة، والملاكمة، وكرة القدم، والكريكيت. وهذا الاستخدام محظور بموجب قواعد الهيئات الرئاسية لمعظم الألعاب الرياضية. ويشيع استخدام هذه المنشطات بين المراهقين، ولا سيما من يشاركون في الألعاب الرياضية التنافسية.

### الأشكال المتاحة

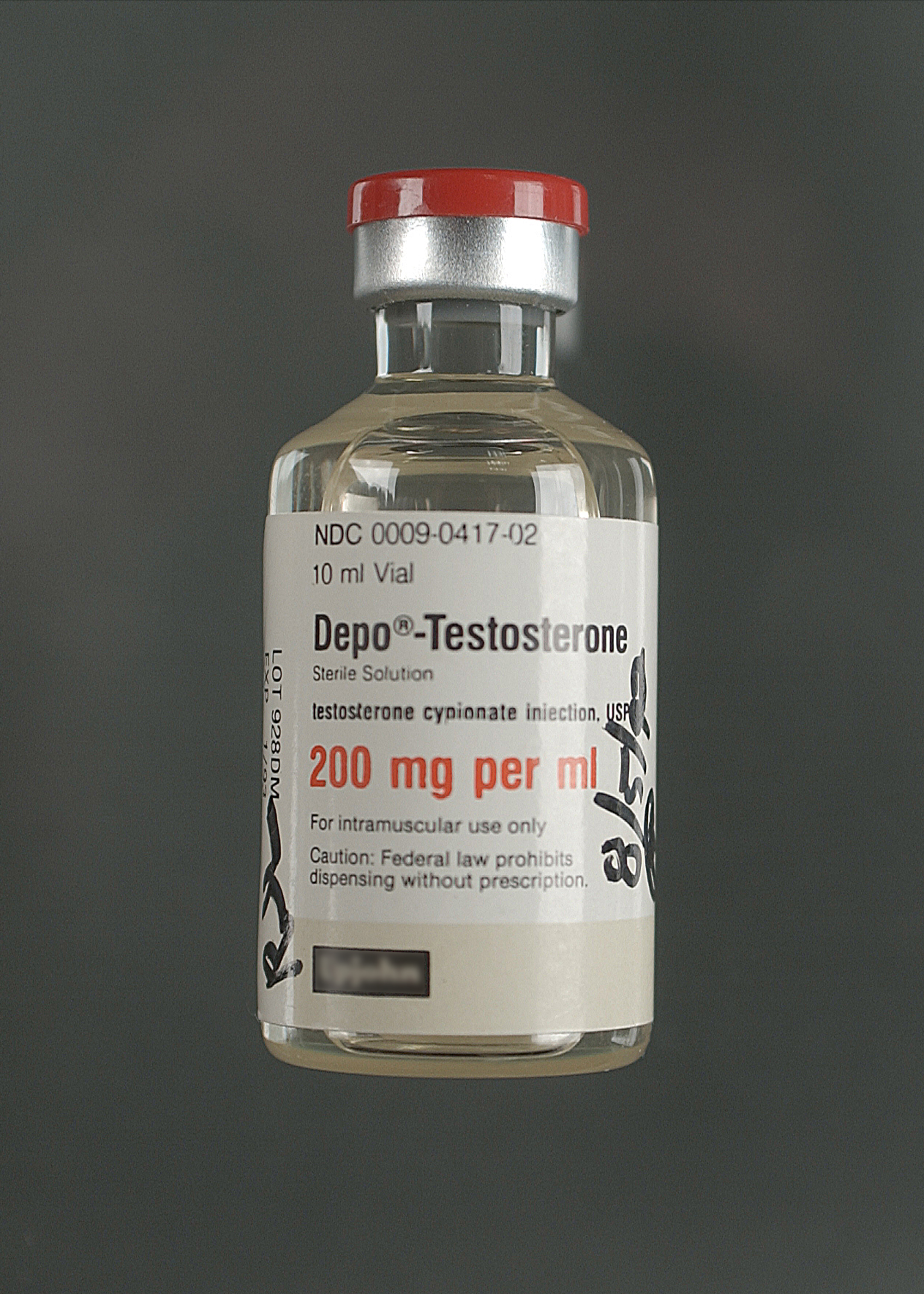
قنينة من حقن سيبيونات التستوستيرون

هناك أربعة أشكال شائعة لاستخدام الستيرويدات: حبوب منع الحمل عن طريق الفم، والمنشطات عن طريق الحقن، والكريمات الموضعية، واللاصقات الجلدية. التناول عن طريق الفم هو الأكثر ملاءمة، يتم امتصاص التستوستيرون بسرعة، ولكن يتم تحويله بشكل كبير إلى الأيض غير النشط، ويبقى فقط حوالي 1/6 متاح في شكلٍ نشط. ومن أجل أن يظل نشطًا بما فيه الكفاية عندما يُعطى عن طريق الفم، تكون مشتقات التستوستيرون قلوية عند الموضع 17، على سبيل المثال: ميثيلتستوستيرون وفلوكسي ميسترون. يقلل هذا التعديل من قدرة الكبد على تكسير هذه المركبات قبل أن تصل إلى الدورة الدموية النظامية.
يمكن إعطاء التستوستيرون بالحقن، ولكن لديه وقت امتصاص لفترات طويلة وأقل انتظامًا ونشاط أكثر في العضلات في شكل إينونثات، وندكانويت، أو استرات سيبيونات. تتحلل هذه المشتقات لتطلق التستوستيرون الحر في موقع الحقن. يختلف معدل الامتصاص (وبالتالي الجدول الزمني للحقن) بين الاسترات المختلفة، ولكن يتم الحقن الطبي عادة في أي مكان بمعدل نصف أسبوعي إلى مرة واحدة كل 12 أسبوع. قد يكون من المُستحسن إعطاء كميات أكبر من أجل الحفاظ على مستوى أكثر استقرارًا من الهرمون في النظام. وعادة ما تُعطَى المنشطات عن طريق الحقن في العضلات، وليس في الوريد، لتجنب التغيرات المفاجئة في كمية الدواء في مجرى الدم. وبالإضافة إلى ذلك، لأن هرمون التستوستيرون يذوب في الدهون، يكون الحقن في الوريد لديه القدرة على إحداث انسداد خطير (جلطة) في مجرى الدم.
ويمكن أن تُستخدم لاصقات الجلد لإطلاق جرعة ثابتة من خلال الجلد إلى مجرى الدم. وتتوفر أيضًا الكريمات التي تحتوي على التستوستيرون والتي يتم تطبيقها يوميًا على الجلد، ولكن امتصاصها غير فعال (ما يقرب من 10٪، وتختلف بين الأفراد) وتُعدّ هذه العلاجات أكثر تكلفة. الأطفال والنساء حساسون للغاية لهرمون التستوستيرون ويمكن أن يعانوا من الذكورة والآثار الصحية السلبية، حتى من جرعات صغيرة.
ليس للطرق التقليدية للتعاطي آثار مختلفة على فعالية الدواء. ولكن قد تسبب الأشكال المتاحة من الستيرويدات عبر الفم بجرعات عالية تلف الكبد.

### أمثلة

التركيب الكيميائي للستيرويد الاصطناعي ميتاندينون (ديانابول).

الأكثر استخدامًا في الطب: التستوستيرون واستراته المختلفة (ولكن الأكثر شيوعًا وندكانويت التستوستيرون، وإينونثات التستوستيرون، وسيبيونات التستوستيرون، وبروبيونات هرمون التستوستيرون)، وناندرولون (الأكثر شيوعًا، ديكانوات ناندرولون أو فينيلبروبيونات ناندرولون)، وستانوزولول، وميتاندينون (ميثاندروستينولون). تُستخدم أنواع أخرى ولكن بشكل أقل مثل ميثيلتيستوستيرون، وأوكساندرولون، وميستيرولون، وأوكسيميثولون، وكذلك بروبيونات دروستانولون (بروبيونات دروموستانولون)، وميتينولون (ميثيلاندروستينولون)، وفلوكسيسترون. وتُستخدم وندسيلنات بولدينون وخلات ترينبولون في الطب البيطري.

## الآثار السلبية

تحليل دلفي من قِبَل خبراء الإدمان في الطب النفسي والكيمياء والصيدلة وعلم الطب الشرعي وعلم الأوبئة والشرطة والخدمات القانونية بشأن 20 من الأدوية الترفيهية الشهيرة. احتلت الستيرويدات الأندروجينية الابتنائية المرتبة 19 في الاعتماد، و9 في الأذى البدني، و15 في الضرر الاجتماعي.

### الآثار العصبية والنفسية
تبين من مراجعة أُجريت عام 2005 في مجال العقاقير العصبية أن «الأعراض النفسية الهامة بما في ذلك العدوان والعنف والهوس وأقل شيوعًا الذهان والانتحار قد ارتبطت بإساءة استخدام الستيرويد، وقد يظهر على متعاطي الستيرويد على المدى الطويل أعراض الاعتماد والانسحاب عند التوقف عن استخدام الستيرويدات الأندروجينية الابتنائية».
تُنتج التركيزات العالية من الستيرويدات، بالمقارنة مع تلك التي يُحتمل أن تكون مستدامة من قِبَل العديد من مستخدمي الستيرويدات ترفيهيًا، تأثيرات موت الخلايا المبرمج على الخلايا العصبية، رافعةً خطر السمية العصبية والذي ربما لا علاج له.
ربما يكون استخدام الستيرويدات ترفيهيًا مرتبطًا بمجموعة من الآثار النفسية المحتملة لفترات طويلة، بما في ذلك متلازمات الاعتماد، واضطرابات المزاج، والتقدم إلى أشكال أخرى من الإدمان، ولكن لايزال انتشار وشدة هذه الآثار المختلفة غير مفهوم. لا يوجد دليل على حدوث الاعتماد على الستيرويد من الاستخدام العلاجي لعلاج الاضطرابات الطبية، ولكن تم الإبلاغ عن حالات الاعتماد بين رافعي الأثقال ولاعبي كمال الأجسام الذين يتناولون جرعات كبيرة بشكل مزمن. ومن المرجح أن تكون الاضطرابات المزاجية (مثل الاكتئاب، والهوس، والذهان) معتمدة على الجرعة والدواء، ولكن لا يحدث الاعتماد أو آثار الانسحاب إلا في عدد قليل من مستخدمي الستيرويدات.
ولا تتوافر حاليًا دراسات طويلة المدى على نطاق واسع للآثار النفسية على مستخدمي الستيرويدات الأندروجينية الابتنائية. تشير دراسة استمرت 13 شهر، والتي نُشرت في عام 2006 وشملت 320 من لاعبي كمال الأجسام والرياضيين، إلى أن مجموعة واسعة من الآثار الجانبية النفسية الناجمة عن استخدام الستيرويدات ترتبط بالإفراط في الاستخدام.

### الآثار الفسيولوجية
اعتمادًا على طول فترة تعاطي الدواء، هناك فرصة لإمكانية تلف الجهاز المناعي. تعتمد معظم هذه الآثار الجانبية على الجرعة، والأكثر شيوعًا ارتفاع ضغط الدم، وخاصةً في أولئك الذين يعانون من ارتفاع ضغط الدم الموجود من قبل. بالإضافة إلى التغيرات المورفولوجية الدائمة للقلب والتي قد تؤدي إلى عدم كفاءة القلب والأوعية الدموية.
وقد تبين أن الستيرويدات تغير اختبارات السكر في الدم. يزيد التستوستيرون أيضًا من خطر الإصابة بأمراض القلب والأوعية الدموية أو مرض الشريان التاجي. ويشيع كذلك ظهور حب الشباب، يرجع ذلك إلى تحفيز الغدد الدهنية عن طريق زيادة مستويات هرمون التستوستيرون. يمكن أن يؤدي تحويل التستوستيرون إلى ديهدروتستوستيرون إلى زيادة معدل الصلع المبكر في الذكور ذوي الاستعداد الوراثي، ولكن التستوستيرون نفسه يمكن أن يُنتج الصلع في الإناث.
يمكن أن يحدث عدد من الآثار الجانبية الشديدة في المراهقين. على سبيل المثال، قد يُوقِف إطالة العظام قبل الأوان (التحام مُشاشيّ سابق لأوانه من خلال زيادة مستويات نواتج أيض هرمون الإستروجين)، مما يؤدي إلى توقف النمو. وتشمل الآثار الأخرى، تسارُع نمو العظام، وزيادة وتيرة ومدة الانتصاب، والنمو الجنسي المبكر. ويرتبط استخدام الستريويدات الأندروجينية الابتنائية في مرحلة المراهقة أيضًا مع حالات صحية أخطر.

#### السرطان
تضع الوكالة الدولية لبحوث السرطان الستيرويدات تحت المجموعة (2A): أي أنها ربما تكون مُسرطِنة للبشر.

#### القلب والأوعية الدموية
يمكن أن تشمل الآثار الجانبية الأخرى تغييرات في بنية القلب، مثل توسع وسماكة البطين الأيسر، مما يضعف الانقباض والاسترخاء. الآثار المحتملة لهذه التغيرات في القلب هي ارتفاع ضغط الدم، وعدم انتظام ضربات القلب، وقصور القلب الاحتقاني، والنوبات القلبية، والموت القلبي المفاجئ. تُرى هذه التغييرات أيضًا في الرياضيين الذين لا يستخدمون الدواء، ولكن استخدام الستيرويد قد يُسرِّع هذه العملية. ومع ذلك، لازال التنازع قائمًا على كُلٍّ من العلاقة بين التغييرات في هيكل البطين الأيسر وانخفاض وظيفة القلب، واستخدام الستيرويد.
يمكن أن يسبب استخدام الستيرويدات الأندروجينية الابتنائية تغيرات ضارة في مستويات الكوليسترول: تسبب بعض المنشطات زيادةً في بروتين دهني منخفض الكثافة «الكولسترول السيئ» وانخفاضًا في HDL «الكولسترول الجيد». وبالإضافة إلى ذلك، تحفِّز المنشطات زيادة سريعة في وزن الجسم وما يصاحبه من ارتفاع في ضغط الدم، وكلاهما جعل المستخدمين أكثر عرضة لإصابة القلب والأوعية الدموية.

#### عيوب النمو
يسرِّع استخدام المنشطات في المراهقين نمو العظام ويقلل من طول البالغين بالجرعات العالية. وتُستخدم جرعات منخفضة من المنشطات مثل أوكساندرولون في علاج قصر القامة مجهول السبب.

#### استئناث

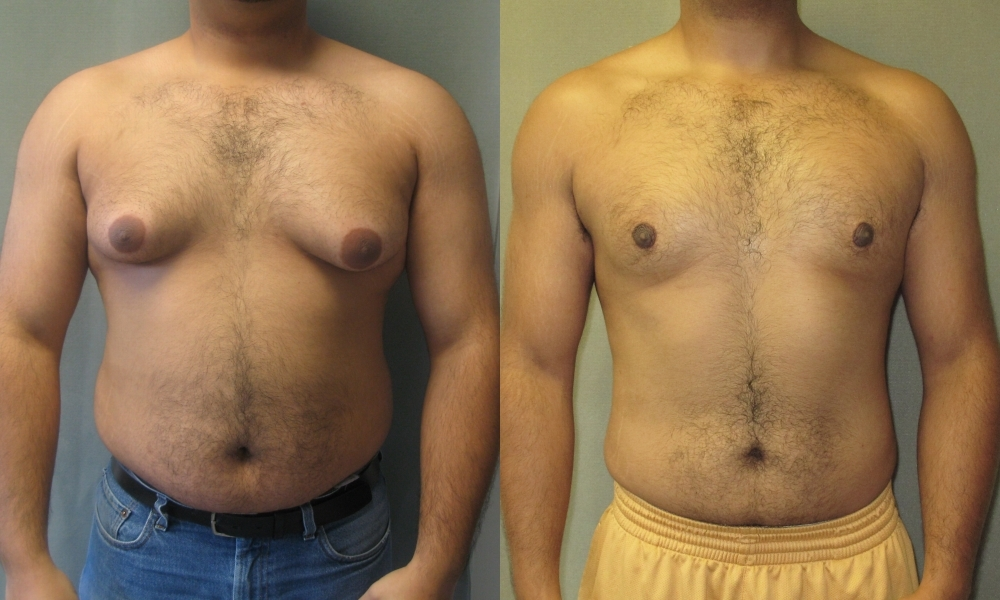
ذكر يعاني من التثدي

هناك أيضًا آثار جانبية تبعًا للجنس. قد يحدث تطور أنسجة الثدي في الذكور، وهي حالة تسمى التثدي (والتي عادة ما تكون بسبب مستويات عالية من الاستراديول)، بسبب زيادة تحويل التستوستيرون إلى استراديول من قبل إنزيم أروماتاز. يمكن أن يحدث أيضًا في الذكور انخفاض الوظيفة الجنسية والعقم المؤقت. وهناك تأثير جانبي آخر على الذكور هو ضمور الخصية، والناجم عن قمع مستويات هرمون التستوستيرون الطبيعية، مما يمنع إنتاج الحيوانات المنوية (تعمل معظم كتلة الخصيتين على نمو الحيوانات المنوية). هذا التأثير الجانبي مؤقت؛ عادةً ما يعود حجم الخصيتين إلى وضعه الطبيعي في غضون أسابيع قليلة من التوقف عن استخدام الستيرويدات الأندروجينية الابتنائية وكذلك إنتاج عادي للحيوانات المنوية.

#### إذكار
تشمل الآثار الجانبية الخاصة بالنساء زيادة شعر الجسم، وتعميق دائم للصوت، وتضخم البظر، وانخفاض مؤقت في دورات الطمث. ويمكن أيضًا أن يحدث في الإناث تغير الخصوبة وتكيسات المبيض. عندما تؤخذ خلال فترة الحمل، يمكن أن تؤثر على تطور الجنين عن طريق التسبب في تطوير خصائص الذكور في الجنين المؤنث وخصائص الإناث في الجنين المذكر.

#### مشاكل في الكلى
كشفت اختبارات الكلى أن تسعة من عشرة من مستخدمي الستيرويد أُصيبُوا بحالة تسمى تصلُّب الكبيبات البُؤريّ، وهو نوع من الندبات داخل الكلى. يشبه تلف الكلى في لاعبي كمال الأجسام التلف في المرضى الذين يعانون من السمنة المفرطة، ولكن يبدو أكثر حدة.

#### مشاكل في الكبد
يمكن أن تسبب الجرعات العالية من الستيرويدات الأندروجينية عن طريق الفم تلف الكبد. وكذلك تحدث الفرفرية الكبدية بشكل متزايد.

## علم العقاقير

### آلية العمل

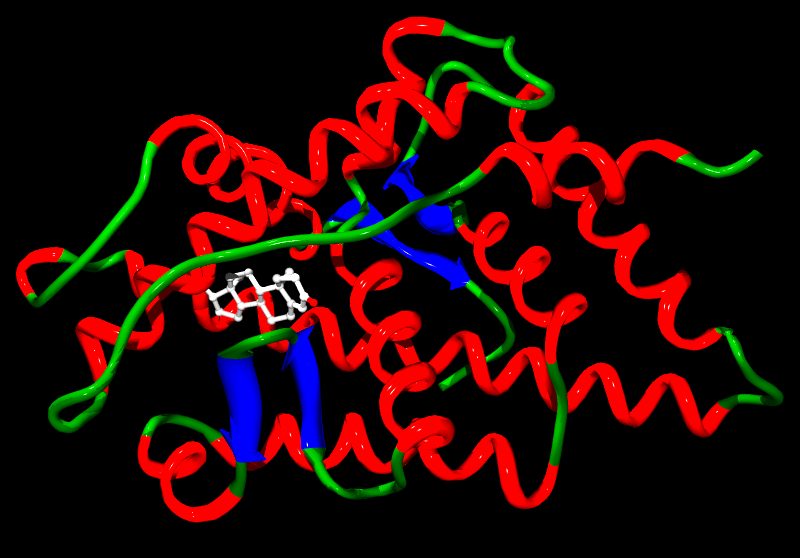
ارتباط مستقبلات الأندروجين البشري بهرمون التستوستيرون، يظهر البروتين كهيكل ثانوي باللون الأحمر والأخضر والأزرق، والستيرويد باللون الأبيض.

تختلف الديناميكا الدوائية للستيرويدات الأندروجينية الابتنائية عن هرمونات الببتيد. إذ لا يمكن أن تخترق هرمونات الببتيد القابلة للذوبان في الماء غشاء الخلية الدهنية، وتؤثر بشكل غير مباشر فقط على نواة الخلايا المستهدفة من خلال تفاعلها مع مستقبلات سطح الخلية. ومع ذلك، مثل الهرمونات القابلة للذوبان في الدهون، تنفذ الستيرويدات عبر الغشاء وتؤثر على نواة الخلايا مباشرةً. يبدأ العمل الدوائي عندما يخترق الهرمون الخارجي غشاء الخلية المستهدفة ويرتبط بمستقبلات الأندروجين الموجودة في سيتوبلازم تلك الخلية. ومن هناك، ينتقل مركب المستقبل والهرمون إلى النواة، حيث يغير التعبير عن الجينات أو ينشط العمليات التي ترسل إشارات إلى أجزاء أخرى من الخلية. ترتبط أنواع مختلفة من الستيرويدات إلى مستقبلات الأندروجين بكفاءات مختلفة، اعتمادًا على هيكلها الكيميائي. يرتبط بعضها مثل ميتاندينون بشكل ضعيف لهذه المستقبلات في المختبر، ولكن لا تزال تظهر آثار المستقبل الأندروجيني في الجسم الحي. ولا يزال سبب هذا التناقض غير معروف.
يحدث تأثير الستيرويدات على كتلة العضلات باثنين على الأقل من الطرق: أولًا، أنها تزيد من إنتاج البروتينات. وثانيًا، أنها تقلل من وقت الانتعاش عن طريق منع آثار هرمون الإجهاد «الكورتيزول» على الأنسجة العضلية، فيتقلص تكسير العضلات إلى حد كبير. وقد افتُرض أن هذا الانخفاض في انهيار العضلات قد يحدث من خلال تثبيطها عمل الهرمونات الستيرويدية الأخرى التي تسمى جلايكورتيكودات والتي تعزز انهيار العضلات. تؤثر الستيرويدات أيضًا على عدد الخلايا التي تتحول إلى خلايا تخزين الدهون، عن طريق تفضيل التمايز الخلوي إلى خلايا العضلات. يمكن أيضًا أن تقلل الدهون عن طريق زيادة معدل الأيض الأساسي، نتيجة زيادة كتلة العضلات.

### الآثار الابتنائية والذكورية
| المركب                | النسبة    |
| --------------------- | --------- |
| تستوستيرون            | 1:1       |
| سيبيونات التستوستيرون | 1:1       |
| إنانثات التستوستيرون  | 1:1       |
| ميثيل تستوستيرون      | 1:1       |
| فلوكسيميسترون         | 1:2       |
| أوكسيميثولون          | 1:3       |
| أوكساندرولون          | 1:3–1:13  |
| ديكانويت ناندرولون    | 1:2.5–1:4 |

للستيرويدات الأندروجينية الابتنائية، كما يوحي اسمها، نوعان مختلفان ولكن متداخلان من الآثار: ابتنائي، وهذا يعني أنها تعزز عملية الأيض (نمو الخلايا)، وأندروجيني (أو ذكوري)، وهذا يعني أنها تؤثر على نمو الخصائص الذكورية والحفاظ عليها.
بعض الأمثلة على الآثار الابتنائية لهذه الهرمونات هي زيادة تخليق البروتين من الأحماض الأمينية، وزيادة الشهية، وزيادة إعادة تشكيل ونمو العظام، وتحفيز نخاع العظام، مما يزيد من إنتاج خلايا الدم الحمراء. ومن خلال عدد من الآليات، تحفِّز تشكيل خلايا العضلات، وبالتالي تسبب زيادة في حجم العضلات الهيكلية، مما يؤدي إلى زيادة القوة.
الآثار الذكورية عديدة. اعتمادًا على طول فترة الاستخدام، يمكن أن تكون الآثار الجانبية للستيرويد دائمة. وتشمل العمليات المتضررة: البلوغ، وإنتاج زيت الغدد الدهنية، والجنس (وخاصة في نمو الجنين). بعض الأمثلة على الآثار الذكورية هي نمو البظر في الإناث والقضيب في الأطفال الذكور (بينما لا يتغير في الكبار بسبب المنشطات)، وزيادة حجم الأحبال الصوتية، وزيادة الرغبة الجنسية، وقمع الهرمونات الجنسية الطبيعية، وضعف إنتاج الحيوانات المنوية. وتشمل الآثار على النساء: تعميق الصوت، ونمو شعر الوجه، وربما نقص حجم الثدي.
النسبة الابتنائية: الأندروجينية للستيرويدات هي عامل مهم عند تحديد التطبيق السريري لهذه المركبات. فالمركبات ذات النسبة العالية من الآثار الأندروجينية إلى الآثار الابتنائية هي الدواء المفضل في علاج الاستبدال بالأندروجين (على سبيل المثال، علاج قصور الغدد التناسلية لدى الذكور)، في حين أن المركبات منخفضة النسبة هي المفضلة لعلاج فقر الدم وهشاشة العظام، ولتعويض فقد البروتين التالي للإصابة، والجراحة، أو عدم الحركة لفترات طويلة. يتم تحديد النسبة عادة في الدراسات الحيوانية، الأمر الذي أدى إلى تسويق بعض المركبات بادعاء أن لها نشاط ابتنائي مع آثار ذكورية ضعيفة. وهذا الانفصال أقل وضوحًا في البشر، إذ أن جميعها لها آثار أندروجينية كبيرة.
استخدم بروتوكول شائع لتحديد النسبة الأندروجينية: الابتنائية، يعود تاريخه إلى خمسينات القرن العشرين، الأوزان النسبية للبروستاتا البطنية والعضلات الرافعة للشرج في ذكور الفئران. يشير وزن البروستاتا البطنية للتأثير الذكوري، في حين أن وزن العضلات الرافعة للشرج مؤشر على التأثير الابتنائي. وفي أوائل عام 2000، تم الاتفاق على هذا الإجراء وعُمِّم في جميع أنحاء منظمة التعاون والتنمية في ما يعرف الآن بمقايسة هيرشبيرجر.

#### تحسين القوة وتكوين الجسم
قد يزيد وزن الجسم في الرجال 2-5 كجم نتيجة استخدام الستيرويدات لفترة قصيرة (<10 أسابيع)، ووجدت الدراسات الحيوانية أيضا أن كتلة الدهون انخفضت، ولكن معظم الدراسات في البشر فشلت في توضيح كميات الدهون. وقد تبين أن الآثار على كتلة الجسم تعتمد على الجرعة. ولوحظ تضخم العضلات وتشكُّل ألياف جديدة للعضلات.
المنطقة العليا من الجسم (الصدر والرقبة والكتفين والجزء العلوي من الذراع) أكثر عرضة لظهور آثار الستيرويدات من مناطق الجسم الأخرى بسبب غلبة المستقبلات الأندروجينية في الجزء العلوي من الجسم. لوحظ الفرق في حجم الألياف العضلية بين مستخدمي الستيرويدات وغير المستخدمين في ألياف العضلة شبه المنحرفة نتيجة تناول هذه العقاقير لفترة طويلة. وبعد توقف التناول، تتلاشى الآثار ببطء، ولكن قد تستمر لأكثر من 6-12 أسبوع.
تكون تحسينات القوة في نطاق 5-20٪ من أساس القوة، اعتمادًا إلى حد كبير على الجرعة المستخدمة وكذلك فترة التعاطي. ولوحظت التحسينات الأكثر أهمية في عضلات الصدر. على مدى ما يقرب من عقدين من الزمان، كان من المفترض أن تكون الآثار الكبيرة فقط في الرياضيين ذوي القوة والخبرة. ومع ذلك، أظهرت تجربة عشوائية أنه يمكن تحسين القوة حتى في الرياضيين المبتدئين، عن طريق برنامج تدريب القوة لمدة 10 أسابيع مع تناول إينونثات التستوستيرون 600 ملغ/أسبوع.

### الانفصال بين الآثار الابتنائية والأندروجينية
تقوم الستيرويدات الأندروجينة الابتنائية الذاتية أو الطبيعية مثل التستوستيرون وديهدروتستوستيرون والستيرويدات الاصطناعية بعملها من خلال الارتباط بمستقبلات الأندروجين وتفعيلها. على أساس الاختبارات الحيوية الحيوانية، تم تقسيم آثار هذه العوامل إلى نوعين منفصلين جزئيًا: ابتنائية وأندروجينية. ويُلاحظ الاختلاف بين نسب هذين النوعين من الآثار في الاختبارات البيولوجية على الجرذان بالتستوستيرون. تشمل التفسيرات لهذا الانفصال الاختلافات في عملية التمثيل الغذائي داخل الخلايا، والانتقائية الوظيفية، والآليات غير الجينومية. الدعم للتفسيرين الأخيرين محدود وافتراضي، ولكن هناك قدرًا كبيرًا من الدعم للتفسير القائم على اختلاف الأيض داخل الخلايا.

### التفاعل مع مستقبلات غابا
تقوم بعض الستيرويدات مثل التستوستيرون، وديهدروتستوسترون، وستانوزولول، وميثيلتستوستيرون بتعديل مستقبلات غابا على غرار الستيرويدات العصبية الذاتية مثل ألوبريغنانولون، 3α-أندروستانديول، كبريتات ديهيدروبياندروستيرون، وكبريتات بريغنينولون. وقد اقترح أن هذا يمكن أن يسهم كآلية بديلة أو إضافية للآثار العصبية والسلوكية للستيرويدات الأندروجينية الابتنائية.

### مقارنة الستيرويدات الأندروجينية الابتنائية

#### 5α-ريدكتاز (إنزيم مختزِل) والآثار التذكيرية
يمكن تحويل التستوستيرون بقوة بواسطة 5α-ريدكتاز إلى ديهدروتستوسترون في ما يسمى بالأنسجة المذكرة مثل الجلد وفروة الرأس والبروستاتا والحويصلات المنوية، ولكن ليس في العضلات أو العظام، إذ لا يتم التعبير فيها عن 5α-ريدكتاز.
تُعدّ القدرة على الاستقلاب بواسطة 5α-ريدكتاز ونشاط المستقبلات الأندروجينية لنواتج الأيض الناتجة واحدة من أهم محددات النسبة الأندروجينية-الابتنائية لستيرويد معين. الستيرويدات التي لا تُقوَّى بواسطة 5α-ريدكتاز أو التي ضُعِّفت من قِبَل 5α-ريدكتاز في الأنسجة الأندروجينية لديها نسبة خطر أقل للآثار الجانبية الذكورية مثل حب الشباب، والصلع الأندروجيني (نمط الصلع في الذكور)، والشعرانية (نمو الشعر المفرط بالنمط الذكوري)، وتضخم البروستاتا الحميد، وسرطان البروستاتا، في حين لايوجد فرق في حدوث ومدى ضخامة الآثار الأخرى مثل تضخم العضلات، وتغيرات العظام، وتعميق الصوت، والتغيرات في الرغبة الجنسية.

#### أروماتاز والآثار الإستروجينية (الإيداق)
يمكن استقلاب التستوستيرون بواسطة أروماتاز إلى استراديول، وكذلك يمكن استقلاب العديد من الستيرويدات الأخرى إلى المستقلبات الإستروجينية المقابلة. على سبيل المثال، يتم تحويل 17α-ألكيلاتد ميثيلتستوستيرون وميتاندينون بواسطة أروماتاز إلى ميثيلستراديول. والذي يكون ذي آثار إستروجينية أكبر بالمقارنة مع التستوستيرون.
التأثير الرئيسي للإيداق هو التثدي. تظهر الستيرويدات التي لديها قابلية عالية للإنزيم أروماتاز مثل التستوستيرون وخاصةً ميثيلتستوستيرون مخاطر عالية للتثدي، في حين أن الستيرويدات التي لديها احتمالية منخفضة للأروماتاز مثل ناندرولون تُظهر خطر أقل بكثير (خطرها كبير بالجرعات العالية). وبعض الستيرويدات الأخرى (على سبيل المثال، 11β-ميثيليتد 19-مشتقات نورتيستوستيرون)، ليس لديهم خطر التثدي. بالإضافة إلى التثدي، هذه الستيرويدات عالية الإيداق لديها نشاط زائد مضاد موجهة الغدد التناسلية، مما يؤدي إلى زيادة قوة قمع محور المهاد والغدة النخامية والغدد التناسلية وإنتاج التستوستيرون من الغدد التناسلية.

#### النشاط البروجستيروني
العديد من مشتقات 19-نورتيستوستيرون، بما في ذلك ناندرولون، ترينبولون، إيثيل إسترينول (إيثيلناندرول)، ميتريبولون، تريستولون، ديميثاندرولون، وغيرها، هي منبهات قوية لمستقبلات هرمون البروجستيرون. وكما في حالة النشاط الإستروجيني، يعمل النشاط البروجستيروني لهذه الأدوية على زيادة نشاط مضاد موجهة الغدد التناسلية. يؤدي هذا إلى زيادة فعالية الستيرويدات كموانع حمل ذكرية.

#### نشاط الستيرويدات المُتناوَلة عن طريق الفم وتسمم الكبد
مشتقات التستوستيرون والتستوستيرون نفسه، وديهدروتستوستيرون، وناندرولون كلهم ضعيفي الحيوية البيولوجية عن طريق الفم نظرًا للمرور بالأيض الكبدي أولًا، وبالتالي لا تكون نشطة. ومن الاستثناءات الملحوظة من هذا النوع هي أمهات الأندروجين أو طلائع الهرمونات، بما في ذلك ديهيدروبياندروستيرون، أندروستينديول، أندروستينيديون، بولديون، بولانديول، بولانديون، ديينديون، مينتابولان، وميثوكسيدينون. تستخدم الستيرويدات غير النشطة عن طريق الفم حصرًا تقريبًا في شكل استرات تُعطى عن طريق الحقن العضلي، والتي تعمل كمقدمة دواء طويلة المفعول. وتشمل الأمثلة التستوستيرون، كسيبيونات التستوستيرون، وإينونثات التستوستيرون، وبروبيونات التستوستيرون، والناندرولون، كفينيلبروبيونات الناندرولون وديكانوات الناندرولون.
بالإضافة إلى النشاط عن طريق الفم، تؤدي هذه الستيرويدات بشكلٍ عالٍ لتسمم الكبد، وإن كان غير شائع ويكون فقط بعد الاستعمال لفترات طويلة. في المقابل، لم ترتبط استرات هرمون التستوستيرون بتسمم الكبد، على الرغم من أن الاستخدام على المدى الطويل قد يزيد من خطر التغيرات الكبدية.

#### نشاط الستيرويد العصبي
ديهيدروتستوستيرون، عن طريق مستقلبه 3α-أندروستانديول (التي تنتجها نازعة هيدروجين 3α هيدروكسيستيرويد)، هو ستيرويد عصبي يعمل عن طريق تعديل إيجابي لمستقبل جابا. يُنتج التستوستيرون، عن طريق التحول إلى ديهيدروتستوستيرون، أيضًا 3α-أندروستانديول كمستقلب، وهذا قد يساهم كآلية بديلة أو إضافية للآثار على الجهاز العصبي المركزي في المزاج، والقلق، والعدوان، والدافع الجنسي.

## الكيمياء
الستيرويدات الأندروجينية الابتنائية هي أندروستان أو استران المنشطات ومشتقات التستوستيرون مع تعديلات مختلفة في التركيب.

### الكشف في سوائل الجسم
أكثر العينات الفسيولوجية البشرية المستخدمة للكشف عن استخدام الستيرويدات هو البول، على الرغم من أن كلًا من الدم والشعر يحققان هذا الغرض. تخضع الستيرويدات سواء ذاتية أو خارجية، للتحول البيولوجي الكبدي واسع النطاق من قِبَل مجموعة متنوعة من المسارات الإنزيمية. يمكن أن تكون الأيضات البولية الأولية قابلة للكشف لمدة تصل إلى 30 يوم بعد الاستخدام الأخير، اعتمادًا على عوامل معينة مثل الجرعة وطريقة التناول. وهناك عدد من الأدوية لها مسارات أيض مشتركة، وقد يتداخل إفرازها مع المنشطات الذاتية، مما يجعل تفسير نتائج الاختبار تحديًا كبيرًا جدًا للكيميائي التحليلي. عادة ما تشمل طرق الكشف عن المواد أو نواتج إفرازها في عينات البول على الاستشراب الغازي-مطياف الكتلة أو الاستشراب السائل-مطياف الكتلة.

## التاريخ

### استخلاص الأندروجين من الغدد التناسلية
سبق استخدام المنشطات من الغدد التناسلية تحديد هويتها وعزلها. بدأ الاستخدام الطبي لمستخرج الخصية في أواخر القرن التاسع عشر في حين لا تزال آثاره على القوة قيد الدراسة. ويمكن أن يرجع عزل المنشطات من الغدد التناسلية إلى عام 1931، عندما قام أدولف بوتيناندت، وهو كيميائي من ماربورغ، بتنقية 15 ملليغرام من هرمون الذكور أندروستينون من عشرات آلاف اللترات من البول. تم تصنيع هذا الستيرويد في وقتً لاحق في عام 1934 من قِبَل ليوبولد روزيكا، كيميائي من زيوريخ.
في الثلاثينات، كان من المعروف بالفعل أن الخصيتين تحتويان على أندروجين أقوى من أندروستينون، وتسابقت ثلاث مجموعات من العلماء، بتمويل من شركات الأدوية المتنافسة في هولندا وألمانيا وسويسرا لعزلها. وقد تم تحديد هذا الهرمون لأول مرة بواسطة كارولي جيولا ديفيد، ودينجيمانز، وفرويد وإرنست لاكور في ورقة بحثية مايو 1935. أسموا هرمون التستوستيرون «هرمون الذكورة البلوري من الخصيتين (التستوستيرون)». وقد تحقق التركيب الكيميائي للهرمون تستوستيرون في أغسطس من ذلك العام، عندما نشرت بوتيناندت وهانيش ورقة تصف «طريقة لإعداد هرمون التستوستيرون». بعد أسبوع واحد فقط، أعلنت المجموعة الثالثة، روزيكا وويتستين، عن طلب براءة في ورقة بعنوان «التحضير الاصطناعي لهرمون التستوستيرون الخصي». وقد عُرِض على روزيكا وبوتيناندت جائزة نوبل في الكيمياء لعام 1939 على عملهما، لكن الحكومة النازية أجبرت بوتيناندت على رفض شرف الجائزة، على الرغم من أنه قبل الجائزة بعد نهاية الحرب العالمية الثانية.
بدأت التجارب السريرية على البشر، التي تنطوي على جرعات عن طريق الفم من ميثيلتيستوستيرون أو حقن هرمون بروبيونات التستوستيرون، في وقت مبكر من عام 1937. وكثيرًا ما وردت تقارير عن شائعات بأن الجنود الألمان كانوا يتعاطون الستيرويدات الأندروجينية الابتنائية خلال الحرب العالمية الثانية، بهدف زيادة عدوانهم وقدرتهم على التحمل، ولكن لم يثبت هذا حتى الآن. حُقِن أدولف هتلر نفسه، وِفقًا لطبيبه، بمشتقات التستوستيرون لعلاج أمراض مختلفة. استُخدمت الستيرويدات في التجارب التي أجراها النازيون على سجناء معسكرات الاعتقال، وفي وقتٍ لاحق من قِبل الحلفاء الذين حاولوا علاج الضحايا الذين يعانون من سوء التغذية بعد أن نجوا من المخيمات النازية. وكان الرئيس جون كينيدي يتلقى الستيرويدات قبل وأثناء رئاسته.

### تطوير الستيرويدات الأندروجينية الابتنائية الاصطناعية
تم تطوير خصائص بناء العضلات للتستوستيرون في الأربعينات، في الاتحاد السوفيتي وفي بلدان الكتلة الشرقية مثل ألمانيا الشرقية، حيث استُخدمت برامج الستيرويد لتعزيز الأداء الأولمبي وخاصةً رافعي الأثقال. واستجابة لنجاح رافعي الأثقال الروس، عمل طبيب الفريق الأولمبي جون زيجلر مع الكيميائيين لتطوير ستيرويدات اصطناعية ذات آثار أندروجينية مُخفَّضة. أدى عمل زيغلر إلى إنتاج ميثاندروستينولون، والذي سوقته سيبا للأدوية كديانابول. تمت الموافقة على الستيرويد الجديد للاستخدام في الولايات المتحدة من قبل إدارة الغذاء والدواء في عام 1958. كان شائعًا استخدامه لضحايا الحرق وكبار السن. وكان أغلب المستخدمين دون وصف الطبيب من لاعبي كمال الأجسام ورافعي الأثقال. على الرغم من وصف زيغلر لجرعات صغيرة فقط للرياضيين، قال أنه سرعان ما اكتشف أن أولئك الذين يسيئون ديانابول عانوا من تضخم البروستاتا وضمور الخصيتين. تم وضع الستيرويدات الأندروجينية الابتنائية على قائمة المواد المحظورة في اللجنة الأولمبية الدولية في عام 1976، وبعد عقد من الزمان أضافت اللجنة اختبارات للمنشطات «خارج المنافسة» لأن العديد من الرياضيين يستخدمونها في فترة التدريب بدلًا من أثناء المنافسة.

## المجتمع والثقافة

### الوضع القانوني
يختلف الوضع القانوني للمنشطات من بلد إلى آخر: فالبعض يستخدمونه بوصفة طبية، على الرغم من كونها غير قانونية في كثير من البلدان. وفي الولايات المتحدة، أُدرجت حالًيا كمواد خاضعة للرقابة من الجدول الثالث بموجب قانون المواد الخاضعة للمراقبة، مما يجعل حيازة هذه المواد دون وصفة طبية جريمة اتحادية يعاقب عليها بالسجن لمدة تصل إلى سنة في أول مخالفة. ويُعاقب التوزيع غير المشروع أو الحيازة بقصد التوزيع كجريمة أولى بالسجن لمدة تصل إلى عشر سنوات. أما في كندا، فإن نظام الستيرويدات ومشتقاتها جزء من قانون المخدرات والمواد الخاضعة للمراقبة وهي مواد من الجدول الرابع، مما يعني أنه من غير القانوني الحصول عليها أو بيعها بدون وصفة طبية؛ ومع ذلك، لا يُعاقب على حيازتها. ويمكن إدانة المذنبين بشرائها أو بيعها في كندا لمدة تصل إلى 18 شهر، وكذلك الاستيراد والتصدير. وخلص الباحثون إلى أن استخدام الستيرويد بين الطلاب الرياضيين منتشر على نطاق واسع للغاية.
بينما تعد المنشطات متاحة بسهولة دون وصفة طبية في بعض البلدان مثل المكسيك وتايلاند.

#### الولايات المتحدة الأمريكية

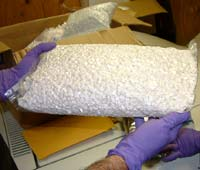
حبوب ستيرويدات تم اعتراضها من قِبل إدارة مكافحة المخدرات الأمريكية في سبتمبر 2007.

يعود تاريخ التشريع الأمريكي إلى أواخر الثمانينيات عندما وضع الكونجرس الأمريكي قانون المواد الخاضعة للرقابة في أعقاب الجدل الدائر حول انتصار بن جونسون في دورة الألعاب الأولمبية الصيفية عام 1988 في سول بكوريا الجنوبية. وأضيفت إلى الجدول الثالث من قانون المواد الخاضعة للمراقبة ومراقبة المنشطات لعام 1990.
وأدخل نفس القانون أيضًا ضوابط أشد صرامة مع عقوبات جنائية أعلى على الجرائم التي تتضمن التوزيع غير القانوني للمنشطات وهرمون النمو البشري. وبحلول أوائل التسعينيات، توقفت العديد من شركات الأدوية عن تصنيع أو تسويق الستيرويدات في الولايات المتحدة، بما في ذلك سيبا، سيرل، سينتيكس، وغيرها. في قانون المواد الخاضعة للرقابة، يتم تعريف الستيرويدات الأندروجينية الابتنائية بأنها أي دواء أو مادة هرمونية تتعلق كيميائيًا وصيدلانيًا بهرمون التستوستيرون والتي تعزز نمو العضلات. تم تعديل القانون من خلال قانون مكافحة الستيرويدات الابتنائية لعام 2004، الذي أضاف طلائع الهرمونات إلى قائمة المواد الخاضعة للرقابة، اعتبارًا من 20 يناير 2005.

#### المملكة المتحدة
في المملكة المتحدة، تصنف الستيرويدات كأدوية من الفئة C لإمكانية إساءة استخدامها، مما يضعها في نفس فئة البنزوديازيبينات.
تخضع أدوية الجزء الأول لضوابط الاستيراد والتصدير الكاملة مع حيازتها دون وصفة طبية كجريمة. ولا يوجد أي قيود على الحيازة عندما تكون جزءًا من منتج طبي. والجزء الثاني هو العقاقير التي تتطلب رخصة وزارة الداخلية للاستيراد والتصدير إلا إذا كانت المادة في شكل منتج طبي.

### الحالة في الألعاب الرياضية
تم حظر الستيرويدات من قِبل جميع الهيئات الرياضية الكبرى بما في ذلك رابطة محترفي التنس، ودوري البيسبول، والاتحاد الدولي لكرة القدم، والرابطة الوطنية لكرة السلة، ودوري الهوكي الوطني، ودوري كرة القدم الوطنية. تحتفظ الوكالة العالمية لمكافحة المنشطات بقائمة المواد المحسنة للأداء التي تستخدمها العديد من الهيئات الرياضية الكبرى، وتشمل جميع العناصر المنشطة، فضلًا عن جميع الهرمونات والمواد ذات الصلة. وأصدرت إسبانيا قانونًا لمكافحة المنشطات وأنشأت وكالة وطنية لمكافحة المنشطات. تجدر الإشارة إلى ان إيطاليا سنَّت قانونًا في عام 2000 حيث تصل العقوبات إلى السجن لمدة ثلاث سنوات إذا كان اختبار رياضي إيجابيًا للمواد المحظورة. في عام 2006، وقَّع الرئيس الروسي فلاديمير بوتين على قانون التصديق على الاتفاقية الدولية لمكافحة المنشطات في مجال الرياضة مما شجع التعاون مع الوكالة العالمية لمكافحة المنشطات. وهناك العديد من البلدان الأخرى التي لديها تشريعات مماثلة تحظر المنشطات في الألعاب الرياضية بما في ذلك الدنمارك وفرنسا وهولندا والسويد.

### الاستخدام

#### تطبيق القانون
أعرب مسؤلو إنفاذ القانون الاتحاديون في الولايات المتحدة عن قلقهم إزاء استخدام أفراد الشرطة للمنشطات، وذكرت نشرة إنفاذ قانون مكتب التحقيقات الفدرالي أن «تعاطي الستيرويدات المنشطة من قِبل ضباط الشرطة مشكلة خطيرة تستدعي إدراكًا أكبر من جميع أنحاء البلاد»، ويُعتقد أيضًا أن معظم ضباط الشرطة في أنحاء المملكة المتحدة يستخدمون المجرمين لشراء المنشطات.

#### مصارعة المحترفين
عقب انتحار-مقتل كريس بينوا في عام 2007، حققت لجنة الرقابة والإصلاح الحكومي في استخدام الستيرويد في المصارعة. وذكرت الوثائق أن 75 مصارعًا -حوالي 40 في المائة- كانت نتائج اختباراتهم إيجابية لتعاطي العقاقير منذ عام 2006، والأكثر شيوعًا هي الستيرويدات.

### إحصائيات
كثيرًا ما يتم إنتاج الستيرويدات في المختبرات الصيدلانية، ولكن في الدول التي توجد فيها قوانين أكثر صرامة، يتم إنتاجها أيضًا في مختبرات صغيرة محلية الصنع تحت الأرض، وعادةً من المواد الخام المستوردة من الخارج. في هذه البلدان، يتم الحصول على معظم المنشطات بشكل غير قانوني من خلال تجارة السوق السوداء. أو تُصنَّع في بلدان أخرى، وبالتالي تُهرَّب عبر الحدود الدولية.
في أواخر العقد الأول من القرن الحادي والعشرين، ازدادت التجارة العالمية في الستيرويدات المنشطة غير المشروعة بشكل ملحوظ، وأعلنت السلطات عن تسجيلات قياسية في ثلاث قارات. وفي عام 2006، أعلنت السلطات الفنلندية عن ضبط رقمًا قياسيًا وهو 11.8 مليون قرص من المنشطات. وبعد ذلك بعام، ضبطت إدارة مكافحة المخدرات 11.4 مليون وحدة من المنشطات في أكبر عملية ضبط في الولايات المتحدة على الإطلاق. وفي الأشهر الثلاثة الأولى من عام 2008، سجلت الجمارك الأسترالية رقمًا قياسيًا بلغ ضبط 300 شحنة.
في الولايات المتحدة وكندا وأوروبا، يتم شراء المنشطات غير المشروعة أحيانًا مثل أي دواء غير قانوني آخر، من خلال تجار قادرين على الحصول على العقاقير من عدد من المصادر. في بعض الأحيان يتم بيعها بشكل غير قانوني في الصالات الرياضية والمسابقات، ومن خلال البريد، ولكن يمكن أيضًا الحصول عليها من خلال الصيادلة والأطباء البيطريين، والأطباء. وبالإضافة إلى ذلك، يتم بيع عدد كبير من المنتجات المقلدة كمنشطات، ولا سيما عن طريق البريد من المواقع التي تعمل كصيدليات في الخارج. وفي الولايات المتحدة، يستمر استيرادها في السوق السوداء من المكسيك وتايلاند وبلدان أخرى حيث تكون الستيرويدات متاحة بسهولة أكبر، لأنها قانونية هناك.

## مزيد من القراءة
- Yesalis CE (2000). Anabolic Steroids in Sport and Exercise. Human Kinetics. ISBN:0-88011-786-9. مؤرشف من الأصل في 2022-05-23.
- Daniels RC (1 فبراير 2003). The Anabolic Steroid Handbook. RCD Books. ص. 80. ISBN:0-9548227-0-6.
- Gallaway S (15 يناير 1997). The Steroid Bible (ط. 3rd Sprl). Belle Intl. ص. 125. ISBN:1-890342-00-9.
- Llewellyn W (28 يناير 2007). Anabolics 2007 : Anabolic Steroid Reference Manual (ط. 6th). Body of Science. ص. 988. ISBN:978-0-9679304-6-6.
- Roberts A، Clapp B (يناير 2006). Anabolic Steroids: Ultimate Research Guide. Anabolic Books, LLC. ص. 394. ISBN:1-59975-100-3.
- Tygart TT (ديسمبر 2009). "Steroids, the Media, and Youth". Prevention Researcher Integrated Research Services, Inc. SIRS Researcher. ج. 16 ع. 7–9. مؤرشف من الأصل في 2014-11-29.
- Eisenhauer L (7 نوفمبر 2005). "Do I Look OK?". St. Louis Post-Dispatch (St. Louis, MO). مؤرشف من الأصل في 2017-07-05. اطلع عليه بتاريخ 2010-10-25.
- Fragkaki AG، Angelis YS، Koupparis M، Tsantili-Kakoulidou A، Kokotos G، Georgakopoulos C (2009). "Structural characteristics of anabolic androgenic steroids contributing to binding to the androgen receptor and to their anabolic and androgenic activities. Applied modifications in the steroidal structure". Steroids. ج. 74 ع. 2: 172–97. DOI:10.1016/j.steroids.2008.10.016. PMID:19028512.
- McRobb L، Handelsman DJ، Kazlauskas R، Wilkinson S، McLeod MD، Heather AK (2008). "Structure-activity relationships of synthetic progestins in a yeast-based in vitro androgen bioassay". J. Steroid Biochem. Mol. Biol. ج. 110 ع. 1–2: 39–47. DOI:10.1016/j.jsbmb.2007.10.008. PMID:18395441.